# Pla de sa Mola
Pla de sa Mola este o arie protejată (arie de protecție specială avifaunistică — SPA) din Spania întinsă pe o suprafață de 987,54 ha, integral pe uscat.

## Localizare
Centrul sitului Pla de sa Mola este situat la coordonatele 39°40′43″N 2°36′46″E / 39.6787°N 2.6127°E.

## Înființare
Situl Pla de sa Mola a fost declarat arie de protecție specială avifaunistică în mai 2008 pentru a proteja 6 specii de animale.

## Biodiversitate
Situată în ecoregiunea mediteraneană, aria protejată conține 7 habitate naturale: Formațiuni stabile xerotermofile de Buxus sempervirens pe pante stâncoase (Berberidion p.p.), Păduri de pin mediteraneene cu pini mezogeni endemici, Pante stâncoase calcaroase cu vegetație casmofită, Păduri de Quercus ilex și Quercus rotundifolia, Galerii de Salix alba și de Populus alba, Tufărișuri termo-mediteraneene și de pre-deșert, Păduri de Olea și Ceratonia.
La baza desemnării sitului se află mai multe specii protejate de  păsări (6): pasărea ogorului (Burhinus oedicnemus), caprimulg (Caprimulgus europaeus), șoim călător (Falco peregrinus), Galerida theklae, gaia roșie (Milvus milvus), Sylvia sarda.
Pe lângă speciile protejate, pe teritoriul sitului au mai fost identificate 1 specie de plante.